# Ars Rhetorica
|  | No s'ha de confondre amb Retòrica. |

Ars Rhetorica d'Aristòtil (grec antic: Ῥητορική, Rhētorikḗ; llatí: Ars Rhetorica) és un tractat grec antic sobre l'art de la persuasió, que data del segle iv aC. El títol varia en les diferents traduccions i segons la llengua, per exemple: en anglès Retoric, en castellà Retórica, en català Retòrica.

## Antecedents
Generalment se li atribueix a Aristòtil el desenvolupament dels conceptes bàsics del sistema de retòrica que "després va servir com a pedra de toc", influint en el desenvolupament de la teoria retòrica des de l'antiguitat fins als temps moderns. La retòrica és considerada per la majoria dels retòrics com "l'obra més important sobre persuasió escrita mai". Gross i Walzer coincideixen, indicant que, de la mateixa manera que Alfred North Whitehead considerava tota la filosofia occidental una nota a peu de pàgina de Plató, "tota teoria retòrica posterior no és més que una sèrie de respostes a qüestions plantejades" per la retòrica d' Aristòtil. Això és en gran part un reflex de les divisions disciplinàries, que es remunten als atacs de Petrus Ramus a la retòrica aristotèlica a finals del segle xvi i que continuen fins al present.
Igual que les altres obres d'Aristòtil que han sobreviscut des de l'antiguitat, la retòrica sembla no haver estat destinada a la seva publicació, en lloc de ser una col·lecció de notes dels seus estudiants en resposta a les seves conferències. El tractat mostra el desenvolupament del pensament d'Aristòtil a través de dos períodes diferents mentre estava a Atenes, i il·lustra l'expansió d'Aristòtil de l'estudi de la retòrica més enllà de les primeres crítiques que Plató va fer a Gòrgies (c. 386 BC) com a immoral, perillós i indigne d'un estudi seriós. El diàleg final de Plató sobre retòrica, el Fedre (c. 370 BC), oferia una visió més moderada de la retòrica, reconeixent el seu valor en mans d'un autèntic filòsof (la "llevadora de l'ànima") per "guanyar l'ànima a través del discurs". Aquest diàleg va oferir a Aristòtil, primer estudiant i després professor a l'Acadèmia de Plató, un punt de partida més positiu per al desenvolupament de la retòrica com un art digne d'un estudi científic sistemàtic.
La retòrica va ser desenvolupada per Aristòtil durant dos períodes quan va estar a Atenes, el primer, del 367 al 347 BCE (quan va ser secundat a Plató a l'Acadèmia); i el segon, de 335-322 BCE (quan dirigia la seva pròpia escola, el Liceu).
L'estudi de la retòrica es va discutir a la Grècia clàssica: d'una banda hi havia els sofistes i, de l'altra, Sòcrates, Plató i Aristòtil. El trio va veure la retòrica i la poesia com a eines que s'utilitzaven massa sovint per manipular els altres apel·lant a l'emoció i ometent fets. Van acusar particularment els sofistes, inclosos Gòrgies i Isòcrates, d'aquesta manipulació. Plató, en particular, va culpar la detenció i la mort de Sòcrates als peus de la retòrica sofística. En contrast amb la retòrica emocional i la poesia dels sofistes hi havia una retòrica fonamentada en la filosofia i la recerca de la il·lustració.
Una de les aportacions més importants de l'enfocament d'Aristòtil va ser que va identificar la retòrica com un dels tres elements claus de la filosofia, juntament amb la lògica i la dialèctica. De fet, la primera línia de la retòrica és "La retòrica és una contrapartida (antístrofa) de la dialèctica". Segons Aristòtil, la lògica es preocupa pel raonament per assolir la certesa científica, mentre que la dialèctica i la retòrica es refereixen a la probabilitat i, per tant, són les branques de la filosofia més adequades per als assumptes humans. La dialèctica és una eina per al debat filosòfic; és un mitjà perquè el públic qualificat pugui provar coneixements probables per aprendre. Per contra, la retòrica és una eina per al debat pràctic; és un mitjà per convèncer un públic general que utilitza probables coneixements per resoldre problemes pràctics. La dialèctica i la retòrica creen una associació per a un sistema de persuasió basat en el coneixement en lloc de la manipulació i l'omissió.

## Traduccions
La majoria dels lectors anglesos del segle XX es basaven en quatre traduccions Rhetoric. El primer, de Richard C. Jebb, es va publicar el 1909. Les dues traduccions següents es van publicar el 1924. La traducció de John H. Freese es va publicar com a part de la Loeb Classical Library mentre que la de W. Rhys Roberts es va publicar com a part de la sèrie d'obres de la Universitat d'Oxford als Classics. La traducció de Roberts va ser editada i reeditada el 1954. L'edició de 1954 es considera àmpliament la més llegible d'aquestes traduccions i està àmpliament disponible en línia. La quarta traducció estàndard, de Lane Cooper, va sortir el 1932.
Fins als anys noranta no va aparèixer una altra gran traducció de la retòrica. Publicat el 1991 i traduït per George A. Kennedy, un destacat classicista i retòric, aquesta obra destaca per la precisió de la seva traducció i pels seus extensos comentaris, notes i referències a la investigació moderna sobre Aristòtil i la retòrica. Generalment es considera avui dia com el recurs acadèmic estàndard de la retòrica.

## Teoria neoaristotèlica
La teoria i la crítica retòriques de la primera meitat del segle xx van estar dominades per la crítica neo-aristotèlica, els principis de la qual es basaven en la retòrica i tradicionalment es considerava que es resumia amb més claredat el 1925 per Herbert Wichelns. No obstant això, Forbes I. Hill argumenta que, mentre que Wichelns tradicionalment obté el mèrit per resumir la teoria neo-aristotèlica, Hoyt Hopewell Hudson és més mereixedor d'aquest crèdit. El domini de la crítica neoaristotèlica va ser "pràcticament incontestable fins als anys seixanta" i fins i tot ara es considera no només com un dels molts enfocaments de la crítica, sinó com a fonamental per entendre altres enfocaments teòrics i crítics, ja que "es van desenvolupar en gran part en resposta tant als seus punts forts com febles."

## Visió general del llibre I

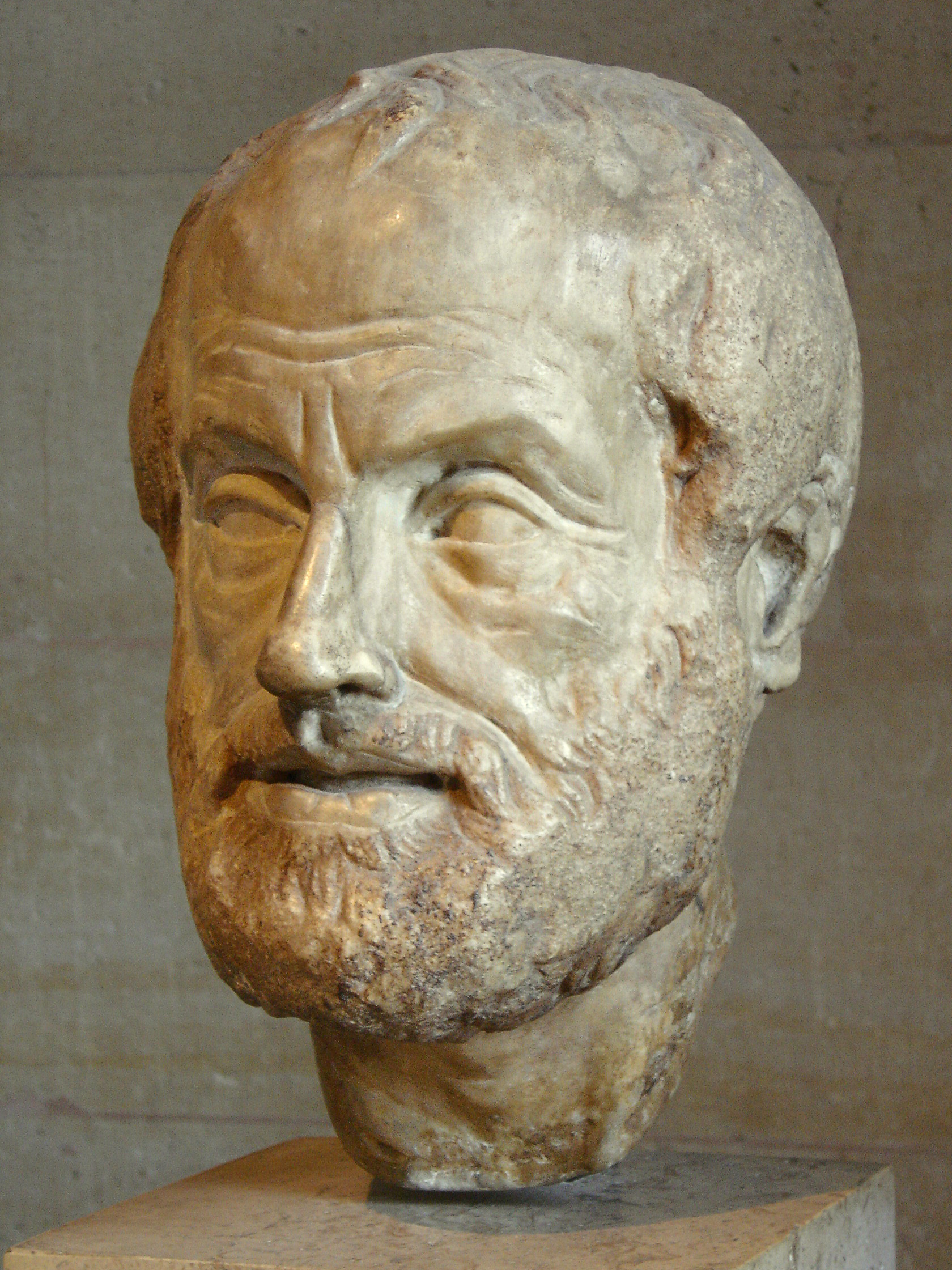
Aristòtil: còpia del bust original de bronze, atribuïda a Lisip, Louvre

La retòrica consta de tres llibres. El llibre I ofereix una visió general que presenta els propòsits de la retòrica i una definició de treball; també ofereix una discussió detallada dels principals contextos i tipus de retòrica. El llibre II tracta detalladament els tres mitjans de persuasió en què un orador ha de confiar: els fonamentats en la credibilitat (ethos), en les emocions i la psicologia del públic (pathos) i en els patrons de raonament (logos). El llibre III introdueix els elements d'estil (elecció de paraules, metàfora i estructura de frases) i d'ordenació (organització). Es presta certa atenció al lliurament, però en general el lector es remet a la Poètica per obtenir més informació en aquesta àrea.
Molts capítols del llibre I de la retòrica d'Aristòtil cobreixen els diversos arguments deliberatius típics de la cultura atenesa.
Capítol primer
Aristòtil defineix per primera vegada la retòrica com la contrapartida (antístrofe) de la dialèctica (llibre 1: 1: 1-2). Explica les similituds entre els dos però no comenta les diferències. Introdueix el terme entimema (llibre 1: 1: 3).
Capítol segon
La famosa definició de retòrica d'Aristòtil es veu com la capacitat en qualsevol cas particular de veure els mitjans de persuasió disponibles. Defineix pisteis (plural de πῐ́στῐς, pístis, lit. ' com atechnic (inartistic) i entechnic (artístic). Dels pisteis proporcionats a través del discurs hi ha tres parts: ethos, pathos i logos. Introdueix paradigmes i sil·logismes com a mitjans de persuasió.
Capítol tercer
Presenta els tres gèneres de la retòrica: la retòrica deliberativa, la forense i l'epideíctica. Aquí també toca els "extrems" que els oradors de cadascun d'aquests gèneres esperen assolir amb les seves conviccions, que es discuteixen amb més detall en capítols posteriors (llibre 1: 3: 5-7). Aristòtil introdueix aquests tres gèneres dient que "[els] tipus de retòrica són tres en nombre, corresponent als tres tipus d'oients".
Capítol quart
Aristòtil parla dels tipus de temes polítics de la retòrica deliberativa. Els cinc més habituals són les finances, la guerra i la pau, la defensa nacional, les importacions i exportacions i l'elaboració de lleis.
Capítol cinquè
Aristòtil parla dels diferents temes ètics de la retòrica deliberativa. Aristòtil identifica l'objectiu de l'acció humana amb la "felicitat" i descriu els nombrosos factors que hi contribueixen (llibre 1: 5: 5-18).
Capítol sisè
Aquesta és una continuació del capítol cinquè, que explica amb més detall l'estoique (elements) del "bé" descrit al capítol anterior.
Capítol setè
Introdueix el terme koinon de grau. Discuteix els "fins" de la retòrica deliberativa en relació amb el bé més gran o més avantatjós.
Capítol vuitè
Aristòtil defineix i discuteix les quatre formes de politeia útils en la retòrica deliberativa: democràcia, oligarquia, aristocràcia i monarquia.
Capítol Nvè
En aquest capítol es discuteixen les virtuts i els conceptes de kalon (l'honorable) inclosos en la retòrica epideíctica. Aristòtil descriu allò que fa que certs temes siguin adequats o dignes d'elogis o culpes. També afirma que és important destacar certs trets del tema de l'elogi.
Capítol desè
Aristòtil discuteix quins sil·logismes s'han de derivar de la categoria (acusacions) i l' apologia (defenses) per a la retòrica judicial. També introdueix les faltes, que són útils per a la retòrica judicial.
Capítol onzè
En aquest capítol es discuteixen els diferents tipus d' edone (plaer) útils per a la retòrica judicial. Aristòtil afirma que aquests són els motius pels quals les persones fan malament.
Capítol dotzè
En aquest capítol, també sobre la retòrica judicial, es discuteixen les disposicions mentals de les persones i a qui les persones equivocades de l' edone van parlar al capítol anterior. Aristòtil posa l'èmfasi en la importància de la voluntat o intencions de les faltes.
Capítol tretzè
Aristòtil classifica tots els actes justos i injustos definits a la retòrica judicial. També distingeix quins tipus d'accions són justes i injustes amb ser justos.
Capítol catorzè
Aquest capítol és paral·lel al koinon descrit al capítol set. Aristòtil aclareix la magnitud en relació amb les qüestions de "malversació" que significa la retòrica judicial.
Capítol quinzè
Aristòtil resumeix els arguments disponibles per a un orador per tractar proves que avalen o debiliten un cas. Aquests pistes tècnics contenen lleis, testimonis, contractes, tortures i juraments.

## Visió general del llibre II

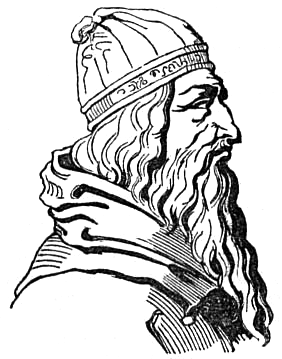
Gravat d'Aristòtil en un diccionari enciclopèdic de Pluchart.

El llibre II dona consells per a tot tipus de discursos. La retòrica d' Aristòtil generalment es concentra en l' ethos i el pathos i, com va assenyalar Aristòtil, tots dos afecten el judici. Concretament, Aristòtil es refereix a l'efecte de l' ethos i el pathos sobre un públic, ja que un orador ha d'exposar aquests modes de persuasió davant d'aquest públic.

### Capítol 1
Al capítol 1, Aristòtil assenyala que les emocions fan que els homes canviïn les seves opinions i judicis. Com a tals, les emocions tenen causes i efectes específics (llibre 2.1.2-3). Per tant, un orador pot emprar aquesta comprensió per estimular emocions particulars d'un públic. Tanmateix, Aristòtil afirma que juntament amb el pathos, el parlant també ha d'exposar un ethos, que per Aristòtil inclou la fronèsia, l'àrete i l' eunoia (llibre 2.1.5-9).

### Capítols 2-11
Els capítols 2-11 exploren aquelles emocions útils per a un orador retòric. Aristòtil proporciona un relat sobre com despertar aquestes emocions en un públic perquè un orador pugui produir l'acció desitjada amb èxit (llibre 2.2.27). Aristòtil organitza la discussió de les emocions en parelles oposades, com ara ràbia i tranquil·litat o amabilitat i enemistat. Per a cada emoció, Aristòtil parla de l'estat d'ànim de la persona, contra qui es dirigeix l'emoció i per quines raons (llibre 2.1.9). És pertinent entendre tots els components per estimular una certa emoció dins d'una altra persona. Per exemple, per a Aristòtil, la ira resulta del sentiment de menysteniment (llibre 2.2.3–4). Els qui s'enfaden es troben en un estat d'angoixa a causa de la frustració dels seus desitjos (llibre 2.2.9). Els enfadats dirigeixen la seva emoció cap a aquells que insulten aquest o el que aquest valora. Aquests insults són el raonament darrere de la ira (llibre 2.2.12-27). D'aquesta manera, Aristòtil procedeix a definir cada emoció, avaluar l'estat d'ànim dels que la experimenten, determinar a qui dirigeixen l'emoció i revelar el seu raonament darrere de l'emoció. La importància de l'anàlisi d'Aristòtil prové de la seva idea que les emocions tenen fonamentació lògica i fonts materials.

### Capítols 12-17
George A. Kennedy en una nota d ’ On Rhetoric: A Theory of Civic Discourse remarca que l'ethos es refereix predominantment al“ caràcter moral ”de les accions i la ment. A la pàgina 148, Kennedy revela el propòsit dels capítols 12-17 com una demostració per a l'orador de "com ha d'atendre el seu ethos i adaptar-se al ethos dels diferents tipus d'auditor si vol abordar-los amb èxit". Tal com es veu als capítols que expliquen les diverses emocions, als capítols 12-17 Aristòtil se centra en els mitjans necessaris per persuadir amb èxit a un públic. Tot i això, en aquests capítols, Aristòtil analitza el caràcter de diferents grups de persones perquè un orador pugui ajustar el seu ethos retratat per influir en l'audiència. En primer lloc, descriu els joves com a criatures del desig, fàcilment canviables i ràpidament satisfetes. Els joves odien ser menystinguts perquè anhelen la superioritat (llibre 2.12.1-15). Segons Aristòtil, els vells són desconfiats, cínics i de mentalitat petita, ja que, a diferència dels joves, el seu passat és llarg i el futur curt (llibre 2.13.1-5). Els vells no actuen sobre la base del desig, sinó que actuen per obtenir beneficis (llibre 2.13.13-14). Aquells que estan en plena vida representen el mitjà per a Aristòtil, posseint els avantatges dels vells i dels joves sense excés ni deficiència (llibre 2.14.1). Un de bon naixement, riquesa o poder té el caràcter d'un ximple afortunat, un personatge en què la insolència i l'arrogància es reprodueixen si aquestes bones fortunes no s'utilitzen en benefici d'un (llibre 2.15-17).

### Capítols 18-26
Tot i que el Llibre II se centra principalment en l'ethos i el pathos, Aristòtil parla del paradigma i l'entimema com dos modes de persuasió comuns. Hi ha dos tipus de paradigma: comparacions, referències a allò que ha passat abans, i rondalles, inventant una il·lustració (llibre 2.20.2–3). Les màximes o enunciats succints i intel·ligents sobre les accions serveixen com a conclusió dels entimemes (llibre 2.1-2). En triar una màxima, s'hauria d'avaluar les opinions del públic i emprar una màxima adequada (llibre 2.21.15–16). L'amplificació i la deprecació, tot i que no són elements d'un entimema, poden contribuir a refutar l'entimema d'un adversari o a revelar una falsedat exposant-la com a justa o injusta, bona o dolenta, etc. Aristòtil també esmenta la koina, els entimemes fallers i la lisi (la refutació de l'entimema d'un oponent). En totes aquestes tècniques, Aristòtil considera la saviesa popular i el públic com una guia central. Per tant, l'efecte del parlant sobre el públic serveix com a tema clau al llarg del llibre II.
El llibre II acaba amb una transició al llibre III. La transició conclou la discussió de pathos, ethos, paradigmes, entimemes i màximes perquè el llibre III es pugui centrar en el lliurament, l'estil i l'arranjament.

## Visió general del llibre III
El llibre III de la retòrica d'Aristòtil és sovint eclipsat pels dos primers llibres. Tot i que els llibres I i II són més sistemàtics i tracten l'ethos, el logos i el pathos, el llibre III sovint es considera un conglomerat de dispositius estilístics grecs sobre retòrica. No obstant això, el llibre III conté material informatiu sobre el lèxic (estil) que fa referència a la "manera de dir" (als capítols 1-12) i als taxis, que fa referència a la disposició de les paraules (als capítols 13-19).

### Capítols 1-12: estil (lèxic)
Capítol 1
Resumeix el llibre I i II d'Aristòtil i introdueix el terme hipocresia (pronuntiatio). Aristòtil argumenta que s'hauria d'utilitzar la veu per representar amb més precisió la situació donada, tal com exemplifiquen els poetes (Bk. 3 1: 3-4).
Capítol 2
Destaca àrete, que es defineix com a virtut o excel·lència. Quan s'aplica a la retòrica, àrete significa natural més que forçat o artificial (Bk. 3 2: 1-4). Les metàfores també s'aborden com una habilitat que no es pot ensenyar i que hauria de conferir “bellesa verbal” (Bc. 3 2: 6-13).
Capítol 3
Tracta d'un llenguatge "fred". Això passa quan s'utilitzen paraules dobles elaborades, paraules arcaiques i rares, paraules o frases descriptives afegides i metàfores inadequades (Bc. 3 3: 1-4).
Capítol 4
Discuteix una altra part figurativa del discurs, el símil (també conegut com a eikon). Els símils només són útils ocasionalment en la parla per la seva naturalesa poètica i la seva semblança amb la metàfora.
Capítol 5
Es dirigeix a parlar correctament mitjançant connectius, anomenant les coses pel seu nom específic, evitant termes amb significats ambigus, observant el gènere dels substantius i fent servir correctament paraules en singular i plural (Bk. 3 5: 1-6).
Capítol 6
Dona consells pràctics sobre com amplificar el llenguatge utilitzant onkos (expansivitat) i sintomia (concisió). No utilitzar el terme cercle, però donar-ne la definició, exemplificaria onkos, i l'ús de la paraula com a definició exemplificaria la sintomia (Bc.3 5: 1-3).
Capítol 7
Aristòtil amplia l'ús de l'estil adequat per tractar el tema. "El lèxic serà adequat si expressa emoció i caràcter i és proporcional a la matèria". Aristòtil posa l'accent en l'emoció, la credibilitat, el gènere (com l'edat) i l'estat moral com a consideracions importants (Bc. 3 7: 1-6).
Capítol 8
El ritme s'hauria d'incorporar a la prosa per fer-lo ben "ritmat", però no en la mesura d'un poema (Bk.3 8: 3-7).
Capítol 9
Observa l'estil periòdic i com s'ha de veure com una unitat rítmica i utilitzar-lo per completar un pensament que ajudi a comprendre el significat (Bc.3 9: 3-4).
Capítol 10
Aristòtil també destaca la metàfora i aborda com provoca aprenentatge i permet la visualització (Bc. 3 10: 1-6).
Capítol 11
Explica per què els dispositius d'estil poden des-familiaritzar el llenguatge. Aristòtil adverteix que és inadequat parlar en hipèrbole (Bc. 3 11:15).
Capítol 12
Els tres gèneres del llenguatge oral i escrit són deliberatius i judicials, tots ells escrits per logògrafs (redactors de la parla) que són hàbils en diferents tipus de discursos. Això passa a la següent secció de capítols sobre taxis.

### Capítols 13-19: parts del discurs
Capítol 13
Cobreix les parts necessàries d'un discurs que inclouen la pròtesi (que és l'enunciat de la proposició) i després el pistis (que és la prova de l'enunciat), juntament amb el proemi (introducció) i l'epíleg (Bc. 3 13: 1 -4).
Capítol 14
Discuteix el "proemiun" (introducció), que demostra com s'hauria d'utilitzar la introducció en discursos judicials. Tots dos tenen com a objectiu principal assenyalar el final del discurs (Bc. 3 14: 1-11).
Capítol 15
Gestiona atacs prejudicials segons Aristòtil, que més endavant va passar a formar part de la "Stasis" (teoria de l'argumentació), que "determina la qüestió en un judici".
Capítol 16
Es discuteix la Diegesi o la narració i es demostra com s'ha de treballar un argument mitjançant l'ús de Logos. La narració difereix en les narracions epideíctiques, judicials i deliberatives.
Capítol 17
Observa el pistis o la prova en una oració i com varia en cada tipus de discurs.
Capítol 18
Erotesi, també conegut com a interrogatori, es referia a demanar i exigir respostes en processos durant el temps d'Aristòtil. Es veu com "el més oportú quan un oponent ha dit una cosa i quan es fa la pregunta correcta, resulta un absurd" (Bc. 3 19: 1).
Capítol 19
El capítol final d'Aristòtil al llibre III tracta dels epílegs, que són la conclusió dels discursos i han d'incloure quatre coses: "disposar l'oient favorablement cap a l'orador i desfavorablement cap a l'oponent, amplificar i minimitzar, moure l'oient a reaccions emocionals i recordar els punts principals del discurs "(Bc. 3 19: 1-4).
Els erudits recorren al Llibre III una vegada més per desenvolupar teories sobre l'estil grec i la seva rellevància contemporània.

## Importància de la retòrica deliberativa
Amélie Oksenberg Rorty analitza l'estructura i les característiques de la retòrica deliberativa en la seva investigació. Cita Aristòtil per convèncer el seu públic de les característiques de la naturalesa influent de la retòrica deliberativa. "Aristòtil marca com a element central de la retòrica deliberativa: consideracions de prudència i justícia, les conseqüències polítiques i psicològiques projectades de la decisió i la probabilitat d'encoratjar o consolidar actituds rebels similars entre els aliats". La característica destacada de la retòrica deliberativa és la practicitat. Rorty argumenta: "el retòric deliberant que vulgui mantenir la seva reputació de fiable ha de prestar atenció a allò que, de fet, és probable que passi". A més, Aristòtil se centra molt en la retòrica deliberativa perquè "revela amb més claredat la importància primordial de la veritat ja que funciona dins del mateix ofici de la retòrica". Un camí cap a l'acció es determina a través de la retòrica deliberativa, ja que és probable que una persona que segueixi mitjans pràctics pugui preveure esdeveniments probables i actuï en conseqüència.
En interpretar l'obra d'Aristòtil sobre l'ús de la retòrica, Bernard Yack discuteix sobre la gran necessitat del discurs públic i del raonament públic. Afirma: "deliberem junts en les comunitats polítiques fent i escoltant els intents dels altres per persuadir-nos que alguna acció futura servirà millor al fi que els ciutadans comparteixen... És aquest objectiu compartit el que distingeix la retòrica deliberativa i, per tant, pública raonament, a partir de les altres formes de retòrica i judici polític que Aristòtil examina ". Els objectius compartits són de màxima importància a l'hora de deliberar sobre un tema que afecta el bé comú. Sense aquesta versió de la retòrica deliberativa, els arguments afavoririen injustament els interessos del poder i descuidarien els drets de la gent comuna.

## Altres obres d'Aristòtil
- Contra principia negantem non est disputandum
- Entimema
- Apel·lació a l'autoritat
- Reductio ad absurdum
- Fal·làcia ad hominem